# Bibersbach (Röslau, Fluss)
Der Bibersbach ist ein mit seinem längeren Oberlauf über 10 km langer linker Zufluss der Röslau im Gebiet der Kreisstadt Wunsiedel im oberfränkischen Landkreis Wunsiedel im Fichtelgebirge in Nordostbayern. 

## Geographie

### Verlauf
Der Bibersbach entsteht südwestlich von Schönlind neben der Bahnstrecke Weiden–Oberkotzau aus dem Zusammenfluss seiner zwei Quellbäche an der Gemarkungsgrenze von Röslau zu Wunsiedel. Der längere rechte Zeitelmoosbach kommt aus einem großen Waldgebiet im Westen, wo er in der Nähe des von ihm durchflossenen, locker bewaldeten Zeitelmooses entsteht. Der linke Moosbach entspringt näher im Nordosten beim Wunsiedler Dorf Bernstein.
Der dort unter dem Schloßberg (605 m ü. NHN) sich vereinende Bibersbach fließt anfangs noch etwa in Zulaufrichtung seines größeren Oberlaufs östlich, beginnt aber sogleich einen langsamen Rechtsbogen um 135° durch das Gebiet der Stadt Wunsiedel, wo er zum ersten Mal die Bahnlinie quert, an Sinatengrün am flachen linken Hang vorbeizieht, an der Bremer Mühle einen zuvor abgezweigten Kanal wieder aufnimmt, dort ebenfalls links einen etwa hektargroßen See in einem alten Tagebau passiert und dann die St 2665 unterquert. Inzwischen auf Südkurs nimmt er gegenüber der auf dem rechten Hang liegenden Neubausiedlung von Holenbrunn von links den Göpfersbach auf, seinen längsten Zufluss, der im Norden von Bernstein entspringt, und speist dann über einen am Zulauf auf der Holenbrunner Seite abgehenden Kanal die Schneckenmühle. Sodann zieht er an einem steileren linken Waldhang unter dem Dorf Wintersberg vorbei und quert im Lauf nach Südwesten erneut die Bahnlinie. Nachdem er in dieser Richtung an der Wunsiedler Kläranlage vorbeigeflossen ist, mündet er nach Unterqueren der nach Osten in Richtung tschechischer Grenze verlaufenden Kreisstraße WUN 14 gegenüber von Schneckenhammer und östlich des geschlossenen Siedlungsbereichs von Wunsiedel von links in die fast gegenläufige Röslau.

### Einzugsgebiet
Das Einzugsgebiet des Biberbachs umfasst knapp 29 km² und liegt zwischen den größeren Flüssen Eger im Norden und Röslau im Süden. Es grenzt an der Nordwestseite an das des Grieserbachs, welcher der Eger zufließt, an der Nordseite kurz an die Einzugsgebiete kleinerer rechter Eger-Zuflüsse und im Nordosten an das eines anderen Bibersbachs, der weiter unten bei Marktleuthen in die Eger mündet. Die weiteren Fließgewässer hinter der östlichen, südlichen und westlichen Wasserscheide entwässern alle über die Röslau. Im Osten konkurrieren mit dem Biberbach der Thiersbach, der über den Flitterbach in sie mündet, und der Leimatbach, im Südosten dann unbedeutendere, wenig unterhalb des Bibersbachs in sie mündende Wasserläufe. Von der Mündung in die Röslau an fließt diese sehr dicht jenseits der südlichen Wasserscheide, weiter im Westen an dieser Seite der Wasserscheide  mündet dann etwas oberhalb davon der Krugelsbach. Jenseits der Westgrenze des Einzugsgebietes liegt das des Hammerlbachs.
Höchste Erhebung im Einzugsgebiet, das große Waldanteile besitzt, ist der 675 m ü. NHN hohe Grießberg im Finkensteinwald auf der nördlichen Wasserscheide, der etwas nördlich der Quellen von Moosbach und Göpfersbach bei Bernstein aufragt.

### Zuflüsse
Hierarchische Liste der Oberläufe und Zuflüsse, jeweils von der Quelle zur Mündung, mit Angabe der Länge und teilweise der Größe des Einzugsgebietes:
- Zeitelmoosbach, rechter Oberlauf des Bibersbachs, ca. 5,1 km[3] und ca. 5,9 km².[6]
  - Zufluss vom Wunsiedler Marthhof her, von rechts an der Zeitelmooswiese, ca. 0,9 km[3]
- Moosbach, linker Oberlauf des Bibersbachs, ca. 3,6 km[3] und ca. 4,9 km².[6]
  - Zufluss, von rechts nordwestlich von Schönlind, ca. 1,0 km[3]
- Weiherabfluss aus dem Schönlinder Steigholz, von rechts gegenüber dem Schloßberg, ca. 0,5 km[3]
- Göpfersbach, von links nordöstlich von Holenbrunn, ca. 6,3 km[3] und ca. 7,7 km².[6]
  - Zufluss vom Südrand von Stemmasgrün, von links zwischen Stammasgrün und Bernstein, ca. 0,5 km[3]
  - Zufluss von nördlich der Grube von Johanneszeche, von links westlich der Grube, ca. 0,9 km[3]